# リヤド

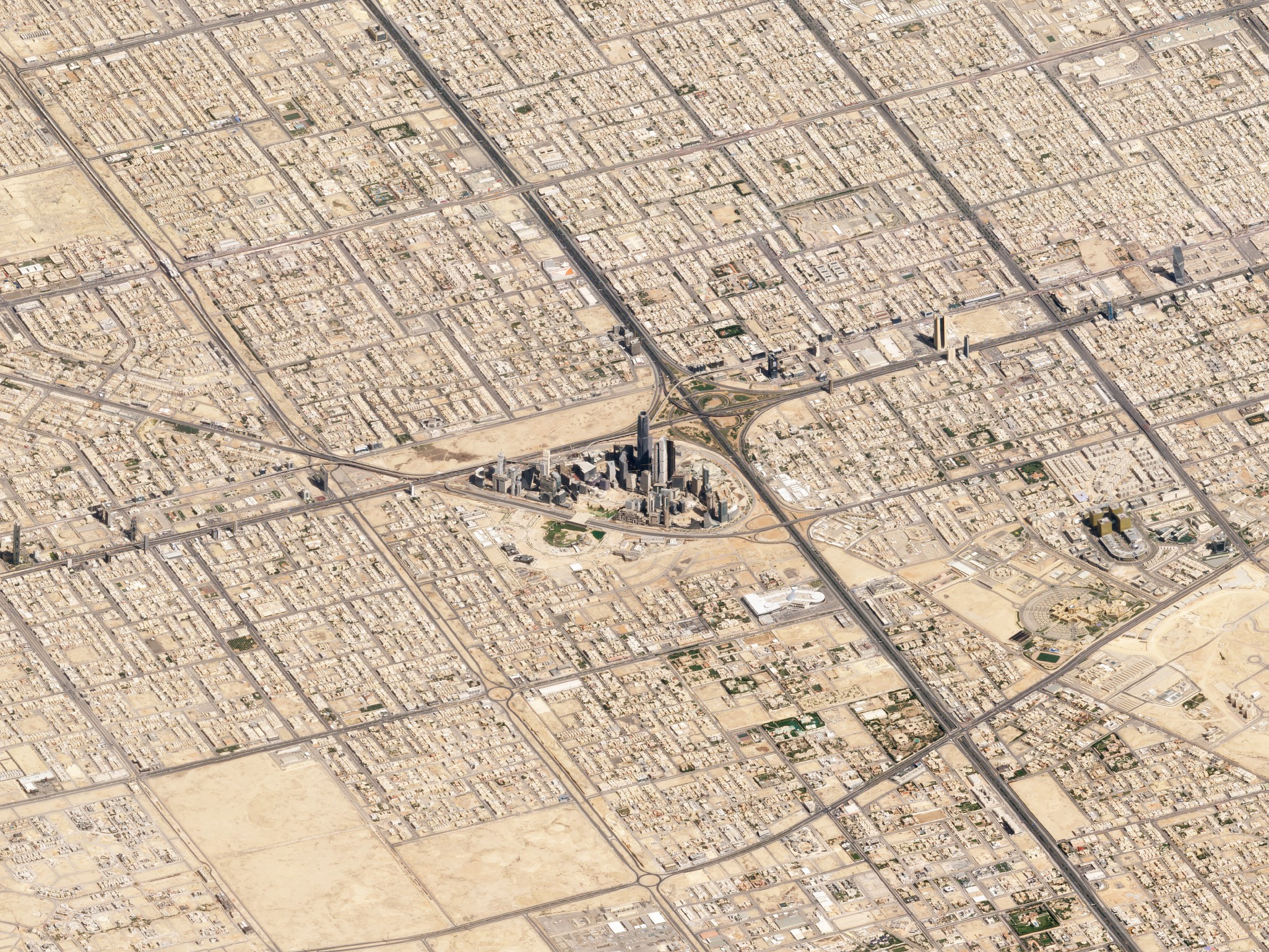
リヤド（衛星画像、2018年）

リヤド（アラビア語: الرياض, ラテン文字転写: al-Riyāḍ、アッ＝リヤード, 英字表記：Riyadh）は、サウジアラビアの首都。

## 概要
リヤドはアラビア半島中央部のナジュド地方に位置する内陸都市で、人口は2018年時点でおよそ767万人である。
サウジアラビア王国建国以前からサウジ王家であるサウード家の本拠地としてワッハーブ主義運動の中心になってきた。中東有数の世界都市で、アメリカのシンクタンクが2014年に発表した世界都市ランキングでは65位にランクインしている。

## 名称
名前はアラビア語でアッ＝リヤード（アラビア語: الرياض, ラテン文字転写: ʾar-riyāḍ）と呼ばれ、日本語表記ではリヤドないしはリヤードと表記されるのが一般的。
リヤードは名詞 روضة（rawḍahないしはrawḍa, ラウダ, 「庭、庭園」「牧場、草場、水に恵まれ草がたくさん生えている土地」）の複数形で、植生に恵まれラクダや馬を放牧するのに適した場所であったことから命名されたという。

## 歴史
古代から存在したと考えられておりHajrと呼ばれていた。リヤドはナジュド地方の心臓部であるワディ・ハニーファの中心都市の一つであったとも考えられており人口もリヤドのみでは数万人、ワディ・ハニーファ全体を合わせると数十万人いたとも言われている。この一帯はサウード家の所属するバヌー・ハニーファ一門が支配していたともされる。
18世紀にサウード家の第一次サウード王国の支配下に入ったリヤドは、1818年にエジプトのムハンマド・アリーの軍により本拠地ディルイーヤを破壊されたサウード家が移転したことにより、歴史に名が残るようになった。
サウード家はここで第二次サウード王国を興すが、リヤドは1892年にはサウード家に敵対するラシード家（ジャバル・シャンマル王国）の手に落ちた。1902年、サウード家を復興したアブドゥルアズィーズ・イブン＝サウードがラシード家からリヤドを奪還して以降はナジュド地方の政治的中心となり、1932年にサウジアラビア王国の首都に定められた。
もともとリヤドは内陸の小都市でサウジアラビア建国以前は数万人が居住するに過ぎなかったが、第二次世界大戦後、石油の富がサウジアラビアに還流するようになると急速に発展し、アラビア半島最大の都市へと変貌を遂げた。
周辺国との国境から距離があり、戦争とは無縁の土地であったが、2015年以降、隣国イエメンの反政府勢力フーシが発射した弾道ミサイルが市内に飛来するようになり、パトリオットミサイルで迎撃する事態となっている。2021年2月28日にも大規模な弾道ミサイル攻撃があり、複数のミサイルの破片が落下。ケガ人の発表は無かったが、民家の被害が報道されている。

## 地理
アラビア半島中央部のナジュド（高原地帯）に位置し、リヤード州（リヤド州）の州都である。

## 気候
気候はケッペンの気候区分では砂漠気候に属する。年降水量は約135mmである。
| リヤドの気候           | リヤドの気候 | リヤドの気候 | リヤドの気候 | リヤドの気候 | リヤドの気候 | リヤドの気候 | リヤドの気候 | リヤドの気候 | リヤドの気候 | リヤドの気候 | リヤドの気候 | リヤドの気候 | リヤドの気候 |
| 月                     | 1月          | 2月          | 3月          | 4月          | 5月          | 6月          | 7月          | 8月          | 9月          | 10月         | 11月         | 12月         | 年           |
| ---------------------- | ------------ | ------------ | ------------ | ------------ | ------------ | ------------ | ------------ | ------------ | ------------ | ------------ | ------------ | ------------ | ------------ |
| 最高気温記録 °C （°F） | 31.5 (88.7)  | 34.8 (94.6)  | 38 (100)     | 43 (109)     | 46.1 (115)   | 47 (117)     | 48 (118)     | 47.8 (118)   | 44.5 (112.1) | 42 (108)     | 39 (102)     | 33 (91)      | 48 (118)     |
| 平均最高気温 °C （°F） | 20.1 (68.2)  | 23 (73)      | 27.6 (81.7)  | 34 (93)      | 40.6 (105.1) | 42.7 (108.9) | 43.4 (110.1) | 43.2 (109.8) | 41.3 (106.3) | 37.1 (98.8)  | 28.6 (83.5)  | 21 (70)      | 33.1 (91.6)  |
| 日平均気温 °C （°F）   | 14.4 (57.9)  | 16.9 (62.4)  | 21.1 (70)    | 26.9 (80.4)  | 32.9 (91.2)  | 35.4 (95.7)  | 36.6 (97.9)  | 36.5 (97.7)  | 33.3 (91.9)  | 28.2 (82.8)  | 21.4 (70.5)  | 16.1 (61)    | 26.6 (79.9)  |
| 平均最低気温 °C （°F） | 6.9 (44.4)   | 9 (48)       | 15 (59)      | 21.3 (70.3)  | 26.7 (80.1)  | 28.6 (83.5)  | 31.1 (88)    | 29.5 (85.1)  | 26.7 (80.1)  | 22.9 (73.2)  | 14.3 (57.7)  | 8.4 (47.1)   | 19.9 (67.8)  |
| 最低気温記録 °C （°F） | −2 (28)      | 0.5 (32.9)   | 4.5 (40.1)   | 11 (52)      | 18 (64)      | 21 (70)      | 23.6 (74.5)  | 22.7 (72.9)  | 16.1 (61)    | 13 (55)      | 7 (45)       | 1.4 (34.5)   | −2 (28)      |
| 雨量 mm （inch）       | 11.7 (0.461) | 10.5 (0.413) | 24.7 (0.972) | 23.3 (0.917) | 2.6 (0.102)  | 0 (0)        | 0 (0)        | 0 (0)        | 0 (0)        | 0.7 (0.028)  | 6.9 (0.272)  | 13 (0.51)    | 94.6 (3.724) |
| 平均降水日数           | 5.8          | 4.8          | 9.8          | 9.0          | 3.5          | 0.0          | 0.0          | 0.0          | 0.0          | 1.2          | 3.4          | 6.3          | 45.2         |
| % 湿度                 | 47           | 38           | 34           | 28           | 17           | 11           | 10           | 12           | 14           | 21           | 36           | 47           | 26           |
| 出典：                 |              |              |              |              |              |              |              |              |              |              |              |              |              |

## 行政区画
リヤドは16地区に区分されている。

## 経済

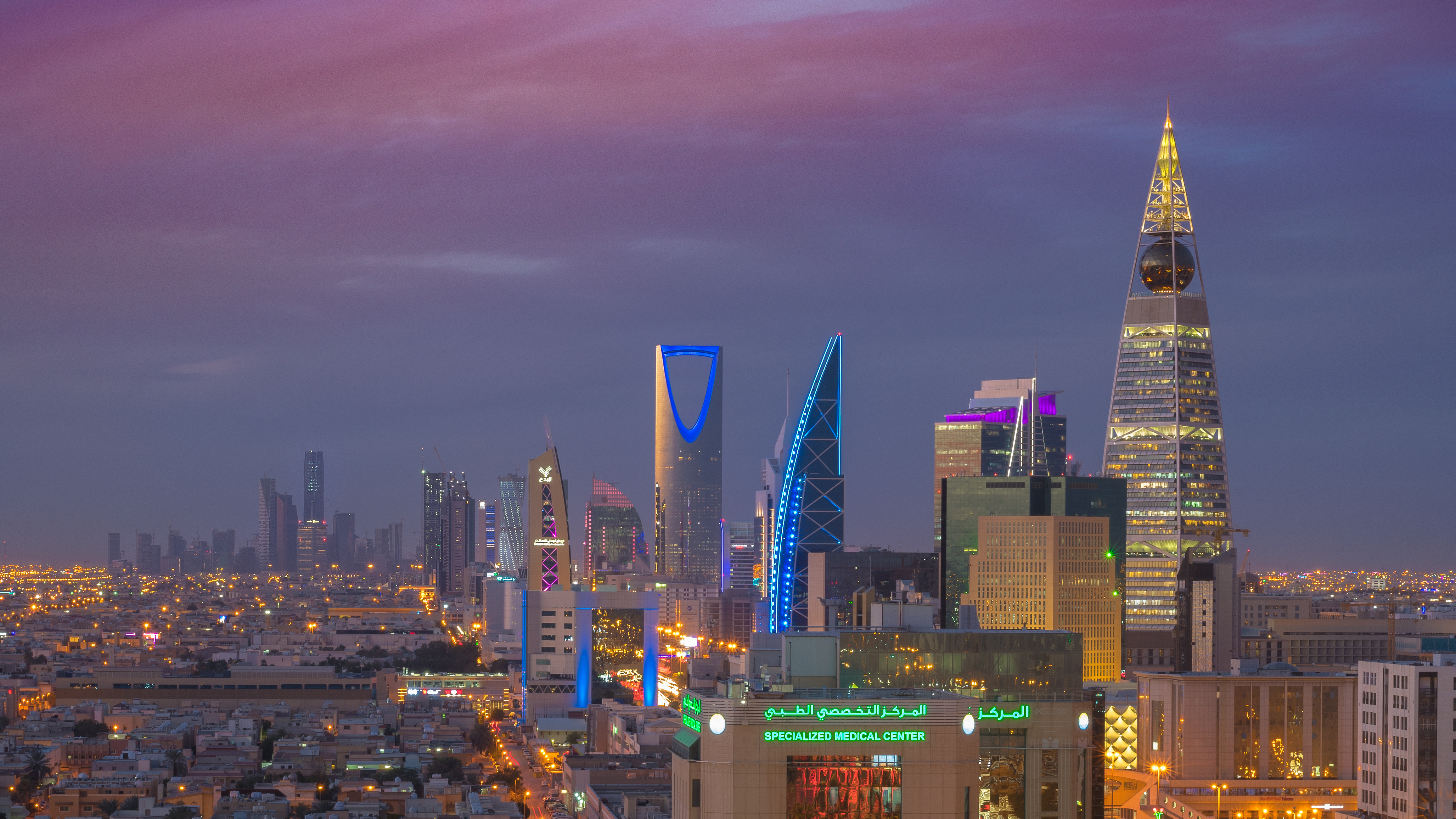
リヤドのスカイライン

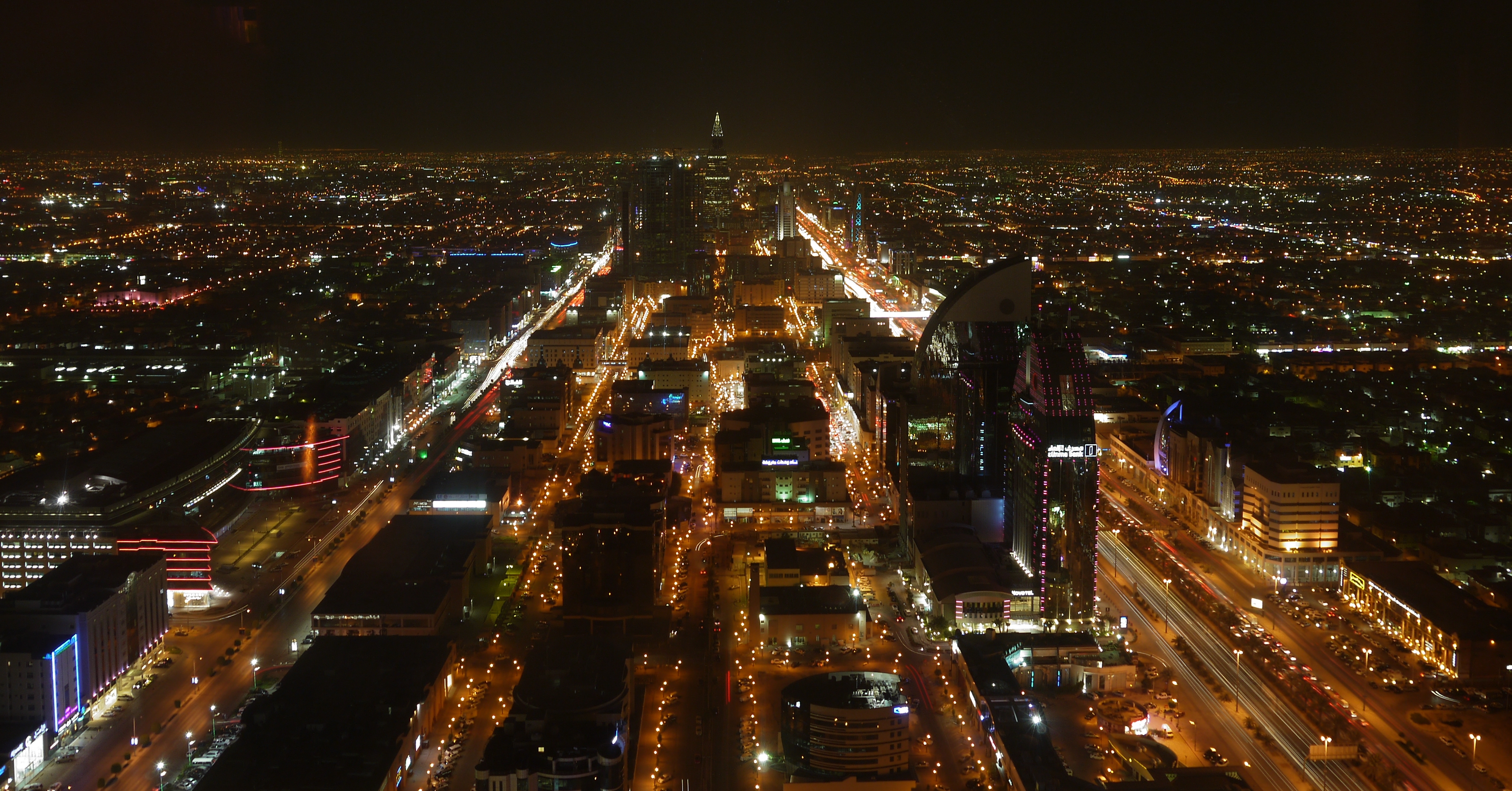
リヤドの夜景

サウジアラビアの経済の中心地である。工業分野では、リヤド地域サウジアラビア工業用地公団の監督下の2つの工業団地がある。金融分野ではアルオラヤ金融ビジネス街やKAFDなどがある。アルオラヤにあるキングダムセンターは、著名な投資家であるアルワリード王子の金融関連会社のオフィスと、地上にはショッピングセンターがある。毎年10月から翌年3月までにはリヤド・シーズンが行われ、世界中から観光客が訪れる。

## 交通

### 航空
- キング・ハーリド国際空港
  - 2006年9月6日、サウジアラビア航空によってキング・ハーリド国際空港と大阪（関空）間の直通便がマニラ経由で就航したが、同年9月27日以降は運休となっている（週1便だったため、3往復したのみ）。

### 高速道路
- 40号線で東へはダンマームと、西へはメッカと接続している。

### 鉄道
以下の二つの国営鉄道会社による鉄道路線があり旅客便の運行が行われている。さらに、ジェッダ方面への鉄道も建設が進められている。
- サウジアラビア鉄道機構（英語版） (SRO) ダンマームリヤド線 - ペルシャ湾沿岸のダンマームとの間に旅客鉄道でリヤド駅から運行されている。リヤド駅はリヤドメトロのオレンジライン（英語版）と接続されている。
- サウジアラビア鉄道公社 (SAR) リヤド-クライヤト線（英語版） - 2017年に開通し、ブライダやハーイルとリヤドを結んでいるが、SROのリヤド駅とは別の リヤド北駅（英語版）から発着している。

### バス
- 市内にはSAPTCO（英語版）によりバス路線が運行されており、ICカードで乗車する方式を取っているが路線数は少なく広大なリヤド市内の中でも一部の地域での運行に限定されている。専用軌道を走るBRT区間も3路線ある。外国人労働者の利用が中心である。

### 地下鉄
- 総延長176㎞に及ぶ中東最大規模のリヤド・メトロが運行されている。当初は2019年の開通が予定されていたが、開業は度々延期され2024年12月1日に開業した。リヤド空港から中心部まで結ばれ、リヤド市内としても初めての本格的な公共交通機関となる。
- 世界最大の女子大学とされるプリンセス・ヌーラ・ビント・アブドゥッラハマーン女子大学（英語版）には、2012年に開通した広大なキャンパス内を走る総延長11.5 kmの無人運転を行うライトメトロが4路線走っており、14駅が設置されている。

## 教育
- キングサウード大学
- プリンセス・ヌーラ・ビント・アブドゥッラハマーン女子大学（英語版）

## 施設
- アルファイサリヤタワー（アラビア語版）
- キングダムセンター
- マスマク城
- キング・ファハド国際スタジアム
- キングアブドゥルアジーズ競馬場

### ギャラリー

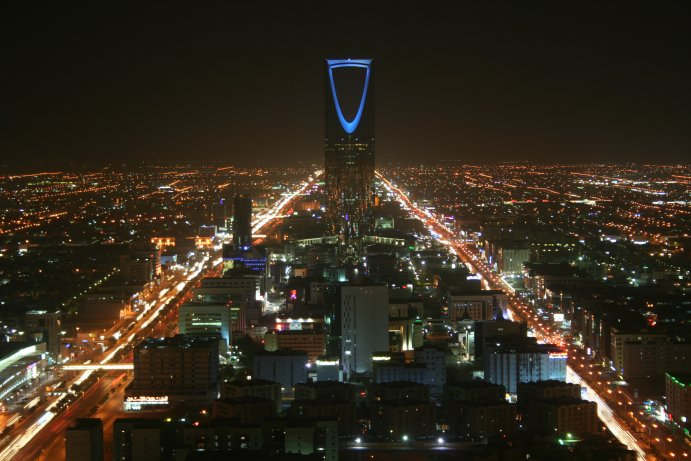
キングダムセンター
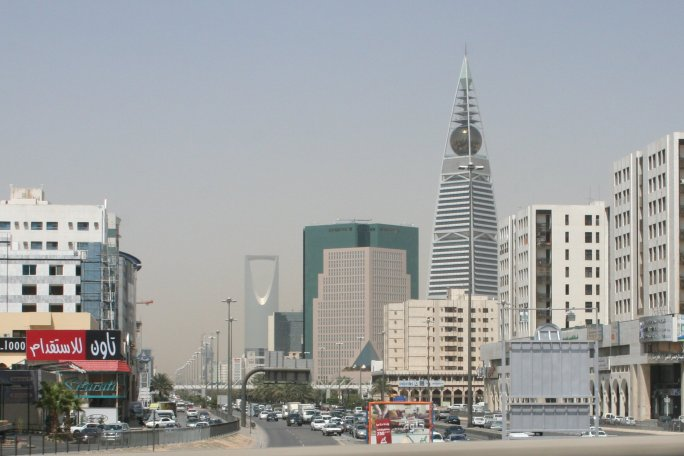
アルファイサリヤタワー
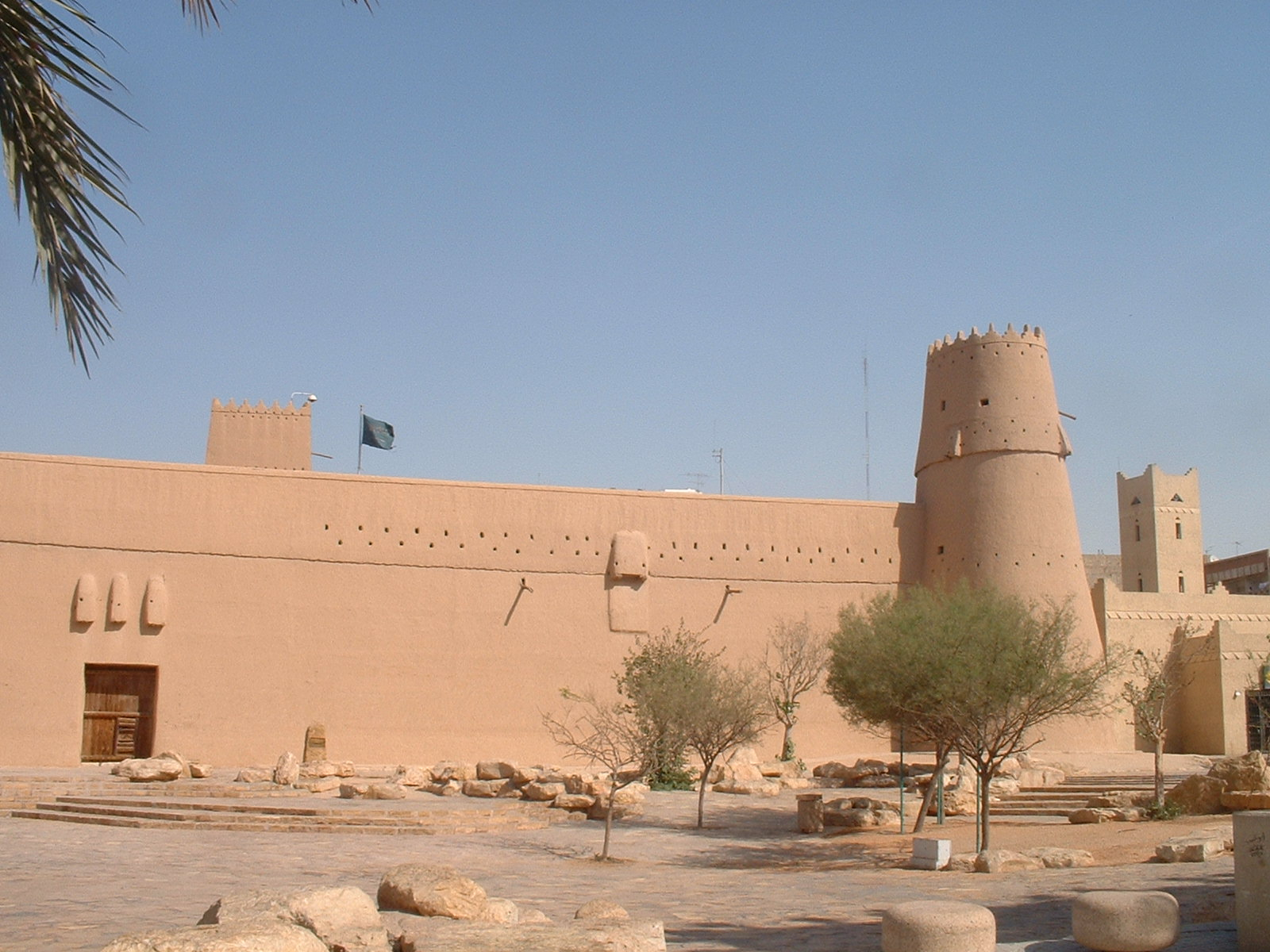
マスマク城

## スポーツ

### サッカー
リヤドをホームタウンとする、サウジ・プロフェッショナルリーグに所属するサッカークラブが複数存在している。アル・ヒラル、アル・ナスル、アル・シャバブ、アル・リヤドである。中でもアル・ヒラルは国内リーグ最多優勝クラブであり、AFCチャンピオンズリーグエリートにおいても最多優勝を数える。アル・ナスルも、2022年にポルトガル代表のクリスティアーノ・ロナウドと契約を結ぶなど話題となっている。

### eスポーツ
リヤドでは2024年7月3日より、eスポーツワールドカップの第1回大会である『2024年eスポーツワールドカップ』が開催された。EA Sports FC 24やレインボーシックス シージなど21の競技タイトルで行われた。この大会は、ムハンマド・ビン・サルマーンが率いるサウジビジョン2030の一環として計画された。